# Новосёлки-Гостинные
Новосёлки-Гостинные (укр. Новосілки-Гостинні) — село в Рудковской городской общине Самборского района Львовской области Украины.
Население составляет 1311 человек (2024). Занимает площадь 11,18 км². Почтовый индекс — 81438. Телефонный код — 3236.

## Фотогалерея

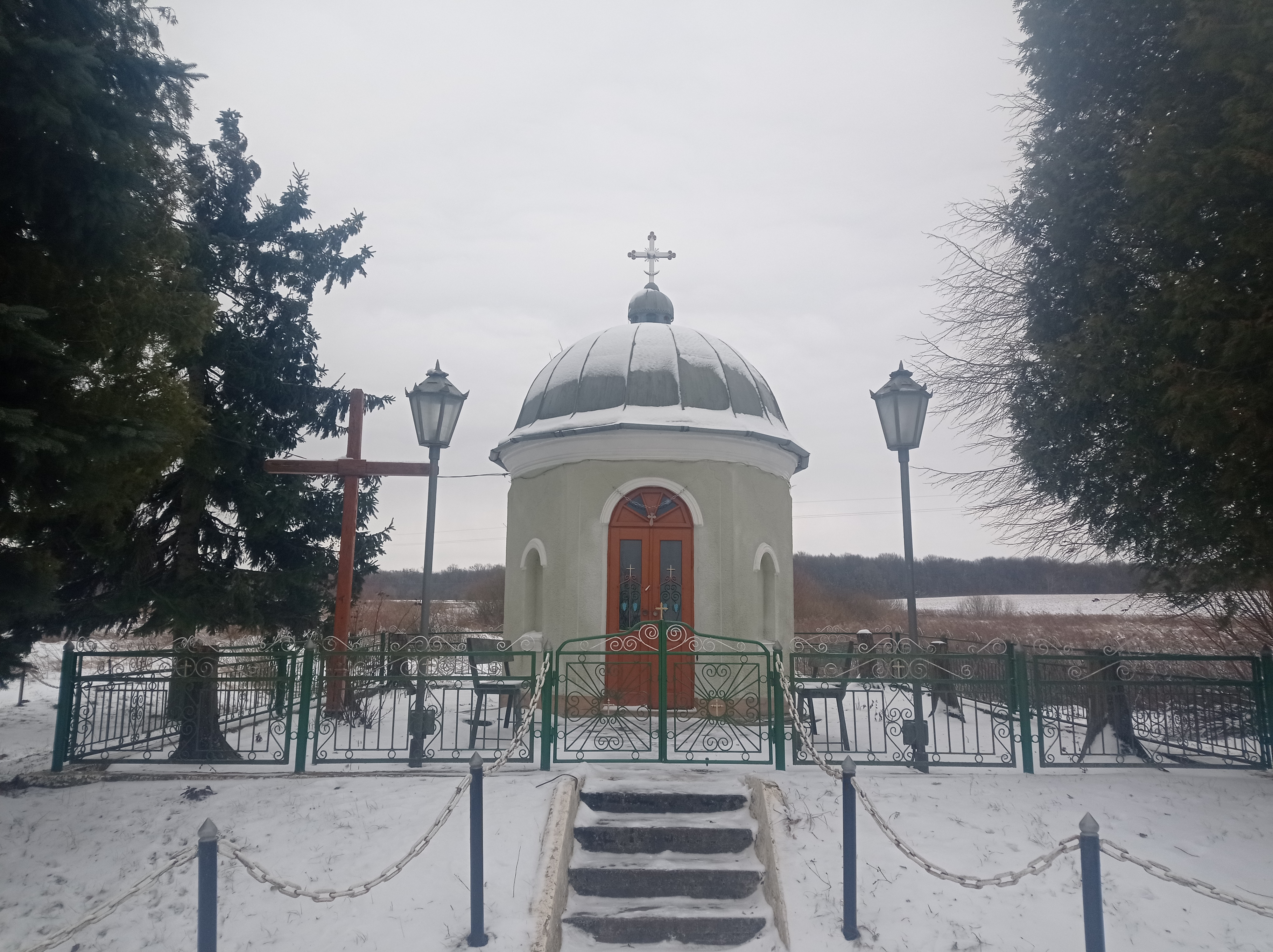
Каплица Рождества Пресвятой Богородицы